# تلة جامليجة
تلة جامليجة (بالتركية: Çamlıca Tepesi)‏ وترجمتها «تلة جامليجة الكبيرة»، تقع في الطرف الآسيوي على إحدى تلال مدينة إسطنبول ضمن منطقة أسكدار (بالتركية: Uskudar)‏، وتعتبر أحد أهم الأماكن السياحية في تركيا بسبب موقعها المميز الذي منحها إطلالة جميلة جداً على إسطنبول ومدخل مضيق البوسفور، حيث تشمل هذه الإطلالة مآذن وأحياء إسطنبول فهذه التلة هي أعلى التلال السبعة التي تحيط بمدينة إسطنبول ويصل ارتفاعها إلى قرابة 267 مترًا.
تنقسم تلة جامليجة إلى تلتين، إحداهما تعلو عن الأخرى بنحو 38م، تُسمى «بويوك جامليجة» (بالتركية: Büyük Çamlıca Tepesi)‏، أي «جامليجة الكبيرة»، ويبلغ ارتفاعها 267م فوق مستوى سطح البحر وتطل على جميع الممرات المائية في إسطنبول، مثل: جسر البوسفور والقرن الذهبي. والتلة الأخرى اسمها «كوجوك جامليجة» (بالتركية: Küçük Çamlıca Tepesi)‏ أي «جامليجة الصغيرة»، وهي الأصغر ويبلغ ارتفاعها 229م فوق مستوى سطح البحر وتشتمل على حدائق وغابات رائعة ومسارات للمشي.

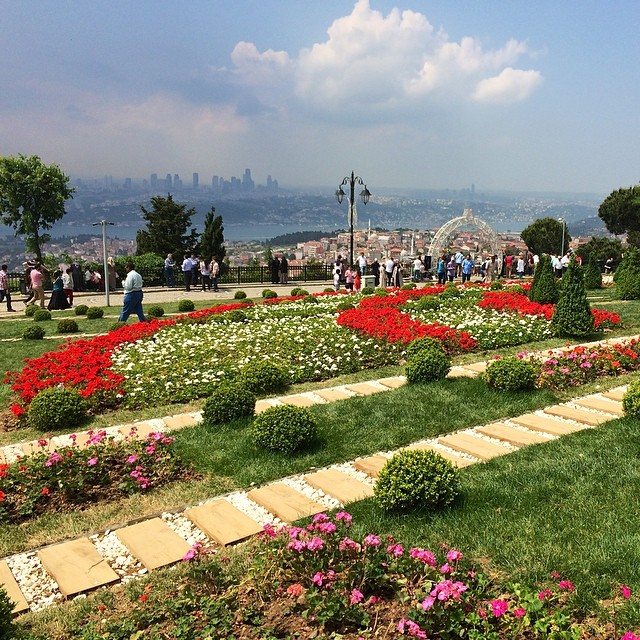
تلة جامليجة على قمة هضبة "جامليجة".

## التسمية
كلمة «جام» (بالتركية: çam، بالتركية العثمانية: چام) بالتركية تعني «صنوبر»، واللاحقة «لي Li» تفيد معني «يَاءُ النِّسْبَةِ» في اللغة العربية، فتكون Çamlı معناها «صنوبرية»، واللاحقة "Ca" لها عدة معاني قد يفيد احداها معنى «على نحو تام» أو «جدا» أو «تماما» أو «فعلا».
فيكون معني «جامليجة هو Çamlıca» هو: «الصنوبرية» أو «ذات الصنوبر».
ويُلاحظ من زار هضبة جامليجة وجود أشجار الصنوبر بكثرة، ويمكن رؤية «مخروط الصنوبر» منتشر بكثرة على أشجار الصنوبر هناك، ويمكن جمع الساقط منه على الأرض.

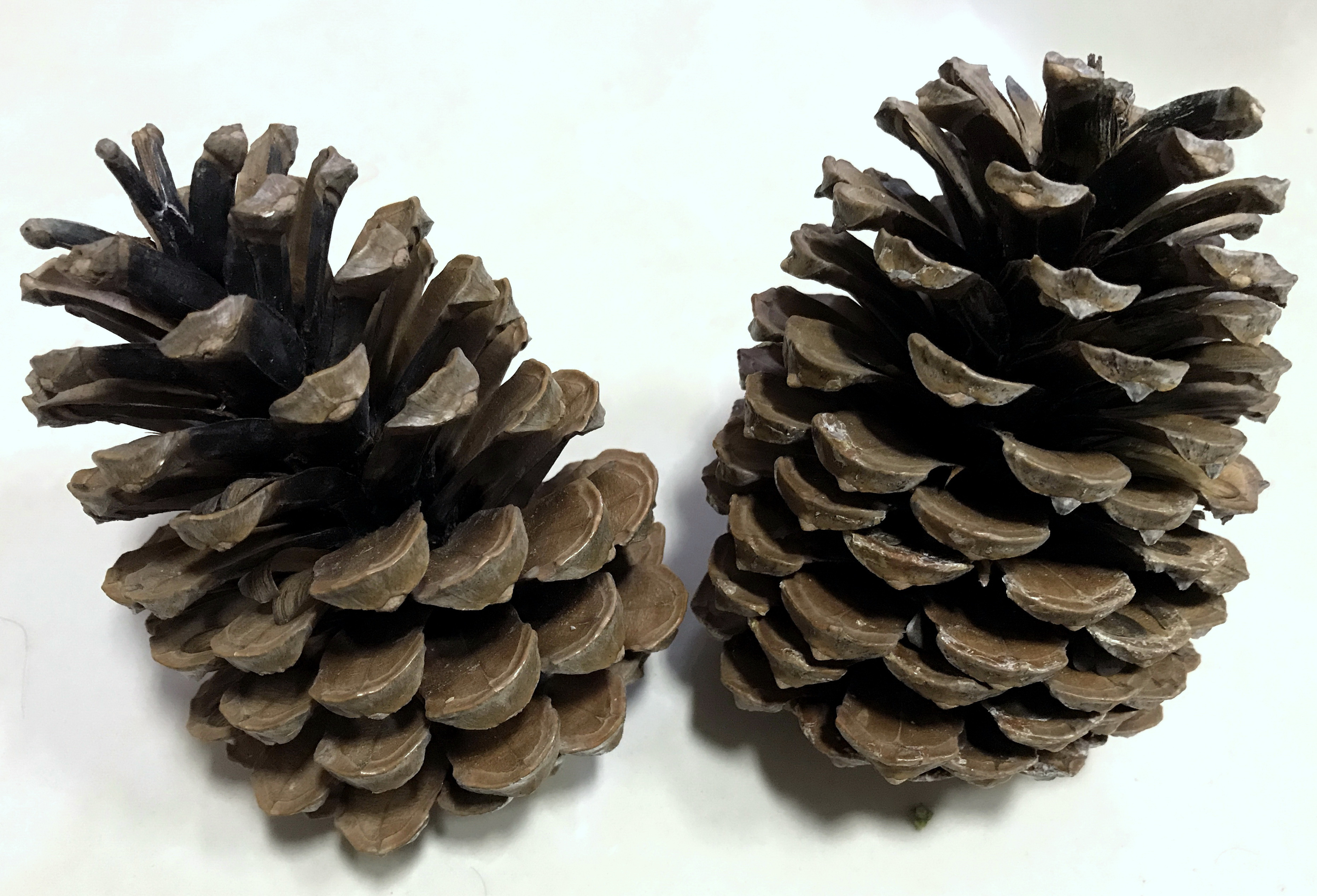
"مخروط صنوبر" تم التقاطه من تلة "جامليجة"، وهو يتوجد بكثرة على أشجار الصنوبر هناك، ويمكن جمع الساقط منه على الأرض.

## التاريخ
خلال عام 1980 شعرت الحكومة التركية بقيمة هذه التلة، وأهميتها للسياحة في تركيا، وخاصة أنها تطل على معظم أرجاء إسطنبول، فقامت بشراء المنطقة المليئة بأشجار الصنوبر، وأقاموا بها مقهى ومطعم واستراحة لاستقبال الزوار والسياح، فأصبحت معلما ومزارا مهما بالنسبة لهم، وملاذا شعبيا معروفا بالنسبة لسكان إسطنبول، وقد سميت تلة جامليجة بهذا الاسم، لان معظم زوارها من العشاق، وكذلك العرائس ببدلات الزفاف، يقصدن هذه التلة، لأخذ الصور التذكارية، مع أحبابهم، لتبقى ذكرى أبدية بينهم.

## الوصف
تنقسم «جامليجة» إلى تلتين، إحداهما تعلو عن الأخرى بنحو 38م، تُسمى «بويوك جامليجة»، أي «جامليجة» الأكبر، ويبلغ ارتفاعها 267م، فوق سطح البحر، والأخرى «كوجوك جامليجة»، وهي الأصغر، ويبلغ ارتفاعه 229 م، فوق سطح البحر، فالتلة الأكبر توفر إطلالات جميلة جدا، كونها الأعلى، يتم مشاهدة الممرات المائية الرئيسية في إسطنبول، مثل جسر البوسفور على البحر الأسود، وجزر الأميرات على بحر مرمرة، وشبه جزيرة «امينونو» التاريخية، إضافة إلى جبل«أولوداغ»، المكسو بالثلج، والواقع قرب بورصة، وحتى «جامليجة» الأصغر ليست بأقل من «جامليجة» الأكبر، فهي مليء بالحدائق الرائعة، والغابات الجميلة، ومسارات المشي.

## التلة الصغرى والكبرى

### بويوك جامليجة
التلة الأولى أو ما يسمى بالتلة الكبرى بويوك جامليجة (بالتركية: Büyük Çamlica)‏، بحيث يبلغ ارتفاعها تقريباً 267 متر فوق مستوى سطح البحر، تشمل على مقهى صغير بين أشجار الصنوبر العملاقة والتي تغطي القمة، بحيث توفر للناظر إطلالات خلابة من المستحيل أن تُنسى. فهي تطل على جميع الممرات المائية في إسطنبول، مثل: جسر البوسفور على البحر الأسود، وشبه جزيرة أمينيو التاريخية، وجبل أولوداغ الذي يقع بالقرب من مدينة بورصة وتكسوه الثلوج إضافةً إلى جزر الأميرات على بحر مرمرة.

### كوجوك جامليجة
التلة الثانية أو ما تُسمى بالتلة الصغرى كوجوك جامليجة (بالتركية: Küçük Çamlica)‏، بحيث يبلغ ارتفاعها 229 متر فوق مستوى سطح البحر، تشمل على حدائق وغابات رائعة ومسارات للمشي أيضاً تعطيها رونقاً مميزاً وبالتحديد في فصل الربيع، بحيث تمتلئ الأرض بأنواع مختلفة من الورود والزهور تعطي أناقة عالية للمكان، وتتميّز هذه التلة أيضاً بوجود مطعم مميز، يستقطب الآف من السياح والزائرين على مدار العام وتحديداً العشاق والعرسان، ليقوموا بالتقاط أجمل الصور التذكارية في مكان يشبه الجنة.